# Mincome
Il Mincome fu un esperimento canadese di reddito di base che si svolse a Dauphin (provincia di Manitoba) nel corso degli anni '70. Il progetto finanziato a quattro mani dal governo provinciale del Manitoba e dal governo federale Canadese, iniziò ufficialmente con un comunicato stampa il 22 febbraio 1974, e fu chiuso nel 1979.
Lo scopo di questo esperimento era valutare se un reddito annuale garantito ed incondizionato causasse disincentivo al lavoro nei beneficiari, e quanto grande sarebbe stato tale disincentivo.
Il mincome permetteva ad ogni unità familiare di ricevere una somma in contanti. I risultati mostrarono un modesto impatto sui mercati del lavoro, con la diminuzione nel numero di ore lavorate dell'un percento tra gli uomini, del tre per cento tra le donne sposate e del cinque per cento tra le donne non sposate.[1] 
Tuttavia, alcuni hanno argomentato che tali diminuzioni potrebbero rivelarsi artificialmente basse perché i partecipanti sapevano che il reddito garantito sarebbe stato temporaneo.[2] Si potrebbe inoltre considerare queste diminuzioni nelle ore lavorate come più che compensate dal costo opportunità di avere più tempo per famiglia ed istruzione. Le madri spesero più tempo ad allevare i propri figli, e gli impatti sui livelli di istruzione sono considerati un elemento di successo del progetto. Gli studenti di queste famiglie mostrarono punteggi più alti ai test, e tassi di abbandono scolastico inferiori. Aumentò anche il ricorso alla formazione permanente da parte degli adulti.[3][4] 
Un report finale non è mai stato pubblicato, ma la Dottoressa Evelyn Forget (/fɔrˈʒeɪ/) ha condotto nel 2009 un'analisi del programma, pubblicata nel 2011.[4][5] Scoprì che solo le neo-mamme ed i teenager lavorarono sostanzialmente meno. Le neo-mamme smisero di lavorare perché volevano stare a casa più tempo con i loro bambini, e i teenager lavoravano meno perché non erano sottoposti alla stessa pressione degli adulti a mantenere le loro famiglie, il che portò ad un aumento degli adolescenti diplomati. Inoltre, chi continuò a lavorare ebbe più opportunità di scegliere che tipo di lavoro fare. Forget scoprì che nel periodo di erogazione del Mincome le visite in ospedale diminuirono dell'8,5%, con meno casi di incidenti sul lavoro, e meno arrivi in pronto soccorso per incidenti d'auto e abusi domestici.[6] Inoltre, il periodo vide una riduzione dei casi di ospedalizzazione psichiatrica, e meno consulti professionali per disagio mentale.[7][8]